# 溪州糖廠
溪州糖廠是一座曾經存在的製糖工廠，原址位於彰化縣溪州鄉溪州公園一帶。

## 沿革概略
1909年，其前身鹽水港製糖株式會社溪州製糖所落成開工，當時每日壓榨甘蔗量2700公噸。
1953年，停產關閉。
1954年，原單位併入溪湖糖廠。
1955年2月，臺灣糖業公司總公司部份處室遷至該廠辦公，至1970年5月臺北市寶慶路辦公大樓落成後遷回。
1959年，其原有製糖設備遷至善化糖廠。
其原址之土地閒置多年，現作溪州森林公園使用。。

## 外部連結
- 臺糖全球中文入口網 （页面存档备份，存于）
- 溪州糖廠 - 台灣製糖工廠百年文史地圖 （页面存档备份，存于）